# 伴隨式診斷
伴隨式診斷（英語：companion diagnostics，CDx），又稱為伴同式體外診斷醫療器材，是受醫療器材主管機關核准管制的體外診斷醫材（in vitro diagnostics，IVD）的一種，可包含多種不同的組織與分子檢驗技術，如：免疫組織染色、螢光原位雜交與基因突變檢測等。伴隨式診斷多針對特定的生物標記（biomarker）進行偵測，通常與抗癌標靶藥物一同研發，經臨床試驗確認搭配藥物使用的臨床功效後核准上市，用以檢驗篩選適用該標靶藥物的病人族群，為精準醫學發展中重要的一環。

## 發展歷史
伴隨式診斷的使用最早可源於1998年，美國食品藥物管理署（US FDA）同時核准了乳癌用藥賀癌平（Herceptin）及其伴隨式診斷HerceptTest。由於賀癌平是一種針對阻斷「人類上皮因子第二型受器（HER2）」過度表現所研發的抗癌用藥，因此在藥之前，必須先透過Herceptest確認腫瘤是否具有HER2的過度表現，惟有在病人的腫瘤具有HER2過度表現的情況下，賀癌平才能發揮作用。這也開啟了所謂「療診合一（Theranostics）」的概念。
因此早在2005年時，FDA就針對診斷與藥物聯合開發的情況研擬了規範標準的草案，並發布了「藥物和診斷器材聯合開發概念性文件」。之後，隨著個人化醫療（精準醫學前身）的快速發展，伴隨式診斷與藥物聯合開發的概念與模式日漸普及，故對於產品的審查程序與標示等法規要求的釐清也越趨重要，故在2014年，FDA對伴隨式診斷也正式發佈了產業指引。到2020年為止，美國FDA共核准了38項的伴隨式診斷產品。

## 臨床應用
在對精準醫學的追求上，各種的伴隨式診斷可提供使用對應藥物時所必須的安全性與有效性資訊，包括：
1. 篩選出對特定藥物最可能產生療效的患者；
2. 預測可能因使用特定藥物而增加副作用的風險；
3. 監測調整治療方式（如：療程、劑量、中斷治療等）後的反應。
然而目前多數獲核准上市的伴隨式診斷主要皆用於挑選適用特定癌症標靶藥物或新藥的目標病患族群上，常見癌種包括：乳癌、非小細胞肺癌、大腸直腸癌、胃癌、與黑色素瘤等。

## 市場概況
由於伴隨式診斷能夠依病患個人的疾病特質進行精準給藥，減少臨床上無效的用藥、以及因藥物造成副作用的機會，因此被認為能夠降低或是控制醫療費用的支出（尤其是對日益高漲的癌症治療成本）。故美國與歐盟的藥政單位皆鼓勵新藥與伴隨式診斷的聯合開發，不僅能更準確地篩選出適用的目標病患族群，亦有助於縮短新藥的開發時程並降低成本。成功的例子包括：羅氏藥廠的日沛樂（治療BRAF V600E突變的黑色素瘤）、與輝瑞藥廠的截剋瘤（治療EML4-ALK轉位突變的非小細胞肺癌），這兩種標靶藥物的開發僅花費了約5~6年的時間，且分別在送交FDA查驗登記後的3.6與4.9個月，即與伴隨式診斷醫材一同獲得上市核准。
由於當代對精準醫學的重視，加上全球癌症發生率成長，以及標靶治療藥物增加，造成市場對伴隨式診斷的需求將逐年提升。根據統計，2019年時的全球伴隨式診斷市場總值約為美金35億元，推估將在2024年達到美金 73億元的市場規模，年複合成長率約為15.7%。